# Tômbua (municipio)
Tômbua è una municipalità dell'Angola appartenente alla Provincia di Namibe. Ha 39.836 abitanti (stima del 2006) ed una superficie di 18.019 km².
Il capoluogo è Tômbua.